# Alberto Rossi (Politiker)

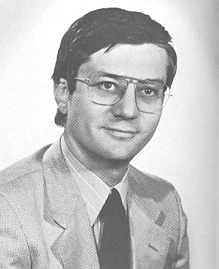

Alberto Rossi (* 6. Dezember 1943 in Vigasio) ist ein italienischer Politiker.
Nach einem Laureat in Politischer Wissenschaft, gehörte er der Camera dei deputati während der VIII. bis XI. Legislaturperiode als Abgeordneter für den Wahlbezirk Veneto an. Ursprünglich war er Mitglied der Democrazia Cristiana, später der Partito Popolare Italiano.

## Weblink
- http://legislature.camera.it/chiosco.asp?cp=1&position=VIII%20Legislatura%20/%20I%20Deputati&content=deputati/legislatureprecedenti/Leg08/framedeputato.asp?Deputato=d21910

| Personendaten    | Personendaten           |
| ---------------- | ----------------------- |
| NAME             | Rossi, Alberto          |
| KURZBESCHREIBUNG | italienischer Politiker |
| GEBURTSDATUM     | 6. Dezember 1943        |
| GEBURTSORT       | Vigasio                 |